# Candi (Karanganyar)
Candi is een bestuurslaag in het regentschap Kebumen van de provincie Midden-Java, Indonesië. Candi telt 2762 inwoners (volkstelling 2010).